# Vương Chính Vĩ
Vương Chính Vĩ (tiếng Trung giản thể: 王正伟; bính âm Hán ngữ: Wáng Zhèng Wěi; tiểu nhi kinh: وْا ﺟْﻊ وِ; sinh tháng 6 năm 1957, người Hồi) là chuyên gia kinh tế, chuyên gia các vấn đề Hồi giáo và chính trị gia nước Cộng hòa Nhân dân Trung Hoa. Ông hiện là Ủy viên Ủy ban Trung ương Đảng Cộng sản Trung Quốc khóa XIX, Phó Chủ tịch Hội nghị Hiệp thương Chính trị Nhân dân khóa XIII. Ông là Phó Chủ tịch Chính Hiệp khóa XII, Ủy viên Trung ương các khóa XVI, XVII, XVIII, là Ủy viên dự khuyết khóa XVI được bầu bổ sung chính thức từ 2004. Vương Chính Vĩ từng là Phó Bộ trưởng Bộ Công tác Mặt trận Thống nhất Trung ương Đảng, Chủ nhiệm Ủy ban Sự vụ dân tộc Quốc gia; Phó Bí thư Khu ủy, Chủ tịch Ninh Hạ, Phó Chủ tịch thường vụ; Bí thư Thành ủy Ngân Xuyên; và Thường vụ Khu ủy, Bộ trưởng Bộ Tuyên truyền Khu ủy Ninh Hạ.
Vương Chính Vĩ là đảng viên Đảng Cộng sản Trung Quốc, học vị Cử nhân Trung văn, Tiến sĩ Luật học. Ông là người Hồi xuất thân từ Ninh Hạ, công tác ở đây hơn 30 năm cho đến khi trở thành lãnh đạo quê nhà và tiến về trung ương. Ông được biết đến với nhiều quan điểm đã nêu, phân tích, nghiên cứu cũng như áp dụng trong thực tế về văn hóa xã hội và kinh tế Hồi giáo ở Trung Quốc.

## Xuất thân và giáo dục
Vương Chính Vĩ sinh tháng 6 năm 1957 tại huyện Đồng Tâm, nay thuộc địa cấp thị Ngô Trung, Khu tự trị dân tộc Hồi Ninh Hạ, Cộng hòa Nhân dân Trung Hoa, trong một gia đình người Hồi. Ông lớn lên ở Đồng Tâm, tốt nghiệp cao trung năm 1974, sau đó thuộc diện thanh niên trí thức trong phong trào Vận động tiến về nông thôn, về quê nhà lao động nông nghiệp và là kế toán viên cũng như Bí thư Chi đoàn của thôn. Sau khi phong trào kết thúc, cao khảo mở lại năm 1977, ông thi đại học năm 1978 và thi đỗ Đại học Ninh Hạ, tới thủ phủ Ngân Xuyên nhập học Khoa Trung văn vào tháng 9 cùng năm và tốt nghiệp Cử nhân Trung văn vào tháng 7 năm 1982. Tháng 9 năm 2000, ông thi đỗ Đại học Dân tộc Trung ương, là nghiên cứu sinh luật học theo hướng về chế độ kinh tế Hồi giáo, tại Viện nghiên cứu Kinh tế dân tộc thiểu số, được hướng dẫn bởi giáo sư Thi Chính Nhất, bảo vệ thành công luận án đề tài "Luận cương chế độ kinh tế Hồi giáo" (伊斯兰经济制度论纲) và trở thành Tiến sĩ Luật học vào năm 2003. Luận cương kinh tế Hồi giáo của ông được xuất bản năm 2004, công trình đưa ra lập luận cho rằng hệ thống kinh tế Hồi giáo là một hình thái kinh tế đặc biệt, khác với cả kinh tế tư bản và kinh tế xã hội chủ nghĩa, kinh tế dựa trên "nguồn luật Hồi giáo"; phân tích cơ sở pháp lý của kinh tế Hồi giáo, triết lý kinh tế Hồi giáo; phân tích và giải thích tính đặc thù của nền kinh tế này về quyền sở hữu, sản xuất, tiêu dùng, tổ chức doanh nghiệp, tài chính, ngân hàng Hồi giáo.
Vương Chính Vĩ được kết nạp Đảng Cộng sản Trung Quốc tại Đại học Ninh Hạ vào tháng 10 năm 1981, ông từng theo học khóa chính trị tiến tu cán bộ từ tháng 9 năm 1994 đến tháng 1 năm 1995 tại Trường Đảng Trung ương Đảng Cộng sản Trung Quốc.

## Sự nghiệp

### Ninh Hạ
Tháng 9 năm 1976, Vương Chính Vĩ được tuyển dụng làm công vụ viên chính thức với vị trí cán bộ hương Vương Đoàn (王团乡, nay là trấn Vương Đoàn) của huyện Đồng Tâm, bắt đầu sự nghiệp của mình ở đây. Đến 1982, sau khi tốt nghiệp Đại học Ninh Hạ, ông quay trở về đây và là thư ký của Bộ Tuyên truyền Huyện ủy Đồng Tâm, Ninh Hạ. Sáng năm sau, ông được điều lên Khu ủy Ninh Hạ làm thư ký của Sảnh Văn phòng Khu ủy, thăng bậc chức vụ là thư ký cấp phó xứ từ 1986, rồi cấp chính xứ, giữ chức Phó Chủ nhiệm Văn phòng của Văn phòng nghiên cứu Chính sách Khu ủy từ 1989. Năm 1993, ông là Phó Chủ nhiệm Văn phòng nghiên cứu Chính sách, cho đến năm 1997 thì chuyển sang Bộ Tuyên truyền Khu ủy chậm chức Phó Bộ trưởng thường vụ. Năm sau, ông được thăng chức làm Bộ trưởng Bộ Tuyên truyền Khu ủy, được bầu vào Ban Thường vụ Khu ủy Ninh Hạ, cấp phó tỉnh, tiếp tục chuyển chức về thủ phủ Ngân Xuyên và là Bí thư Thành ủy Ngân Xuyên từ năm 2001.
Thời kỳ công tác ở Ninh Hạ, kể từ năm 1979 khi còn ở giảng đường đại học, Vương Chính Vĩ đã dành nhiều thời gian cho việc nghiên cứu nền kinh tế và văn hóa người Hồi, đã xuất bản nhiều tác phẩm báo chí, sách hơn 1 triệu từ, nội dung về các luận thuyết học thuật chủ đề này. Năm 1988, ông được mời đến Thổ Nhĩ Kỳ để tham gia Hội nghị chuyên đề văn hóa quốc tế Hồi giáo. Từ những năm 1990, ông đặc biệt quan tâm đến nền kinh tế và văn hóa Hồi giáo, ông tin rằng: sau Chiến tranh thế giới thứ hai, các nước Hồi giáo nghèo nàn và lạc hậu ở Trung Đông đã dựa vào lợi thế về tài nguyên dầu mỏ và khí đốt tự nhiên như Kuwait, Qatar, Ả Rập Xê Út, Các Tiểu vương quốc Ả Rập Thống nhất có mức bình quân đầu người có thể so sánh với Hoa Kỳ, và kinh tế Hồi giáo trở thành một chủ đề nóng của nghiên cứu học thuật thế giới. Ông cho rằng đây là một trong những điểm nóng của hoạt động nghiên cứu, nhưng giới học thuật ở Trung Quốc đại lục thời điểm đó dành quan tâm nhiều hơn đến kinh tế học Liên Xô và kinh tế học phương Tây.
Cuối năm 2002, Vương Chính Vĩ tham gia Đại hội Đảng Cộng sản Trung Quốc lần thứ XVI, được bầu làm Ủy viên dự khuyết Ủy ban Trung ương Đảng Cộng sản Trung Quốc khóa XVI vào ngày 8 tháng 11. Cuối năm 2003, tại Ninh Hạ, ông được miễn nhiệm ở Ngân Xuyên, được Nhân Đại Ninh Hạ bổ nhiệm và Tổng lý Ôn Gia Bảo phê chuẩn làm Phó Chủ tịch Chính phủ Nhân dân Khu tự trị dân tộc Hồi Ninh Hạ. Tháng 9 năm 2004, tại kỳ họp thứ 4 của Ủy ban Trung ương, ông được bầu bổ sung làm Ủy viên Trung ương chính thức. Đến 2007, ông là Phó Bí thư Khu ủy, Bí thư Đảng tổ, Quyền Chủ tịch rồi chính thức là Chủ tịch Chính phủ Nhân dân Khu tự trị dân tộc Hồi Ninh Hạ từ tháng 1 năm 2008, giữ chức vụ này xuyên suốt một nhiệm kỳ 2008–13. Giai đoạn này, vào tháng 10 năm 2007, ông được bầu làm Ủy viên Ủy ban Trung ương Đảng Cộng sản Trung Quốc khóa XVII.

### Trung ương

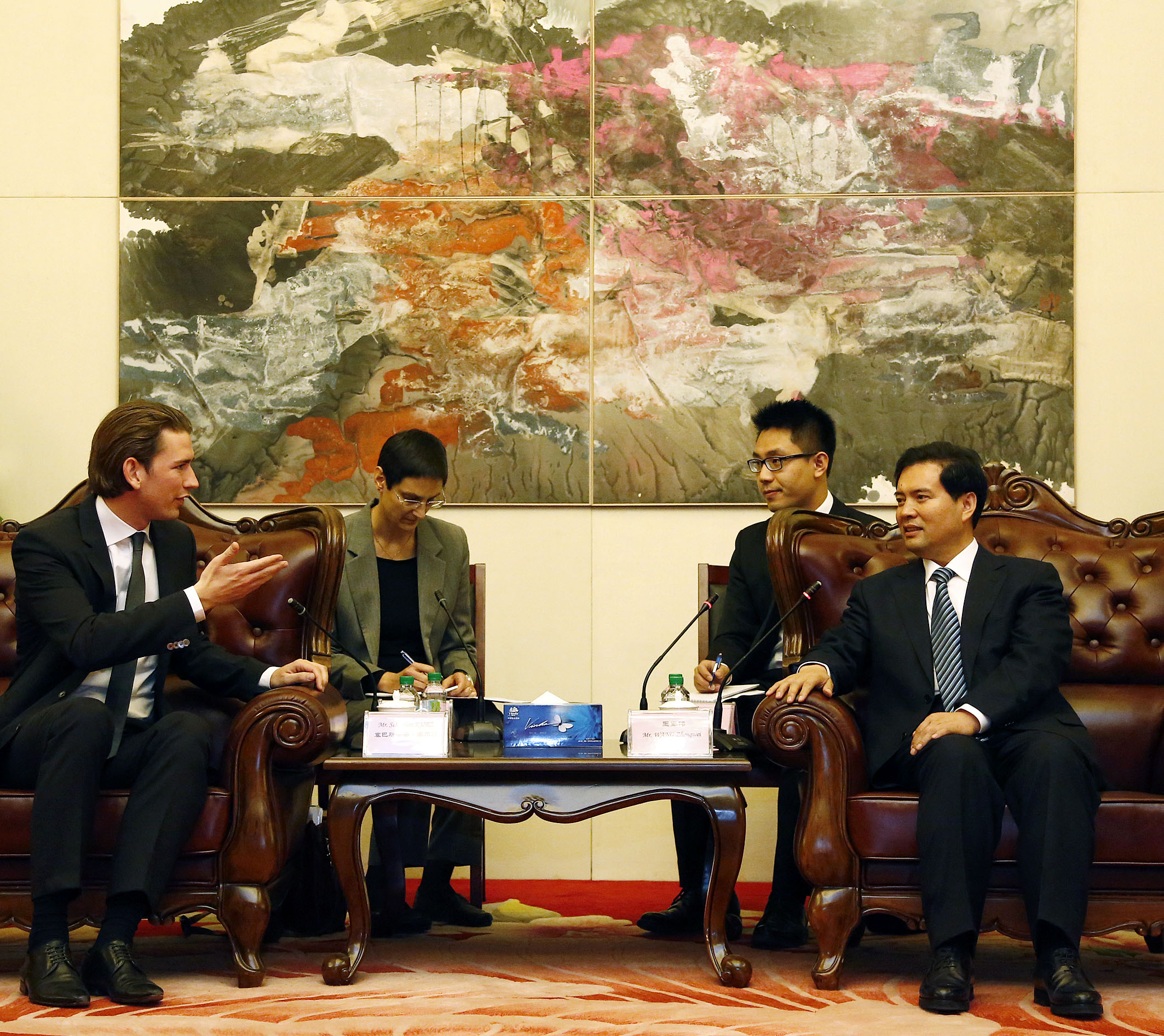
Vương Chính Vĩ gặp Ngoại trưởng Áo Sebastian Kurz tại Bắc Kinh, 2014.

Tháng 11 năm 2012, tại Đại hội Đảng Cộng sản Trung Quốc khóa XVIII, Vương Chính Vĩ tái đắc cử Ủy viên Ủy ban Trung ương Đảng Cộng sản Trung Quốc khóa XVIII nhiệm kỳ 2012–17. Sang tháng 3 năm 2013, với tư cách là đại biểu, tại kỳ họp thứ nhất của Hội nghị Hiệp thương Chính trị Nhân dân Trung Quốc khóa XII, ông được bầu làm Phó Chủ tịch Chính Hiệp Trung Quốc, lãnh đạo cấp phó quốc gia, Thành viên Đảng tổ, đồng thời được phân công, bổ nhiệm làm Phó Bộ trưởng Bộ Công tác Mặt trận Thống nhất Trung ương Đảng Cộng sản Trung Quốc, Bí thư Đảng tổ, Chủ nhiệm Ủy ban Sự vụ dân tộc Quốc gia và Chủ nhiệm Văn phòng Tiểu tổ phối hợp công tác Tân Cương Trung ương từ ngày 16 tháng 3. Tháng 4 năm 2016, ông được miễn nhiệm các chức vụ ở Bộ Thống Chiến và Ủy ban Sự vụ dân tộc, kế nhiệm bởi Bagatur, chuyển sang chuyên trách là Phó Chủ tịch Chính Hiệp. Tháng 10 năm 2017, ông tiếp tục tham gia đại hội đại biểu toàn quốc, tái đắc cử Ủy viên Ủy ban Trung ương Đảng Cộng sản Trung Quốc khóa XIX tại Đại hội Đảng Cộng sản Trung Quốc lần thứ XIX. Sau đó một năm, ông tái đắc cử Phó Chủ tịch Chính Hiệp khóa XIII nhiệm kỳ 2018–23. Ông tiếp tục là đại biểu tham dự Đại hội Đảng Cộng sản Trung Quốc lần thứ XX từ đoàn đại biểu Hà Nam.

## Vấn đề về Hồi giáo
Năm 2016, sau khi được miễn nhiệm chức vụ Chủ nhiệm Ủy ban Sự vụ dân tộc Quốc gia và Phó Bộ trưởng Bộ Thống Chiến, Vương Chính Vĩ chỉ còn vị trí ở Chính Hiệp. Từ đây, nhiều ý kiến đánh giá, phê bình từ dư luận xã hội về ông được gia tăng, nhất là vấn đề về Hồi giáo ở Trung Quốc. Năm 2016, tờ Tinh Đảo nhật báo ở Hồng Kông đăng bài nghiên cứu các mối quan hệ sắc tộc cho rằng trong nhiệm kỳ của mình, Vương Chính Vĩ đã tăng cường xác định sắc tộc, thúc đẩy mạnh mẽ việc đưa ra các quy định về quản lý thực phẩm halal, xây dựng thêm các nhà thờ Hồi giáo trên khắp đất nước và bị chỉ trích vì Hồi giáo hóa ở Trung Quốc, "quảng bá Hồi giáo bằng tư duy Akhund". Trong khi đó, tờ Đông Phương nhật báo (Hồng Kông) cho rằng đây là lý do mà ông bị miễn nhiệm chức vụ lãnh đạo Ủy ban Sự vụ dân tộc. Ngoài ra, một số cư dân mạng ở Trung Quốc đại lục chế giễu và đặt biệt danh cho ông là "Akhund Vương" (王阿訇). Tuy vậy, tờ Minh báo (Hồng Kông) cho rằng việc ông miễn nhiệm chức vụ này phần lớn bởi Trung ương điều chỉnh hệ thống, tương tự với Phó Chủ tịch Chính Hiệp Vuơng Gia Thụy, người cũng là Bộ trưởng Bộ Liên lạc Đối ngoại Ủy ban Trung ương, và Lý Hải Phong, cũng là Chủ nhiệm Văn phòng Kiều vụ Quốc vụ viện, đã được miễn nhiệm để chuyển sang Chính Hiệp. Vị trí của Vương Chính Vĩ bị thay đổi do cần chuyển giao cho cựu Chủ tịch Nội Mông Bagatur.

## Công trình
Trong sự nghiệp của mình, Vương Chính Vĩ là chủ biên của nhiều công trình nghiên cứu kinh tế, văn hóa Hồi giáo, trong đó có:
- Vương Chính Vĩ; Lý Thụ Giang (1985). 《回族民俗学概论》. Thượng Hải: Văn nghệ Thượng Hải. ISBN 7-227-01986-1.
- Vương Chính Vĩ (1998). 《宁夏百科全书》. Ninh Hạ: Nhân dân Ninh Hạ. ISBN 7-227-01647-1.
- Vương Chính Vĩ (2004). 《伊斯兰经济制度论纲》. Bắc Kinh: Đại học Dân tộc. ASIN B009Y6B41K. ISBN 7-105-06115-4.
- Vương Chính Vĩ (2009). 《回族民俗学（共5册）》. Ninh Hạ: Nhân dân Ninh Hạ. ISBN 978-7-22704-164-1.